# Abadía de Saint-Wandrille

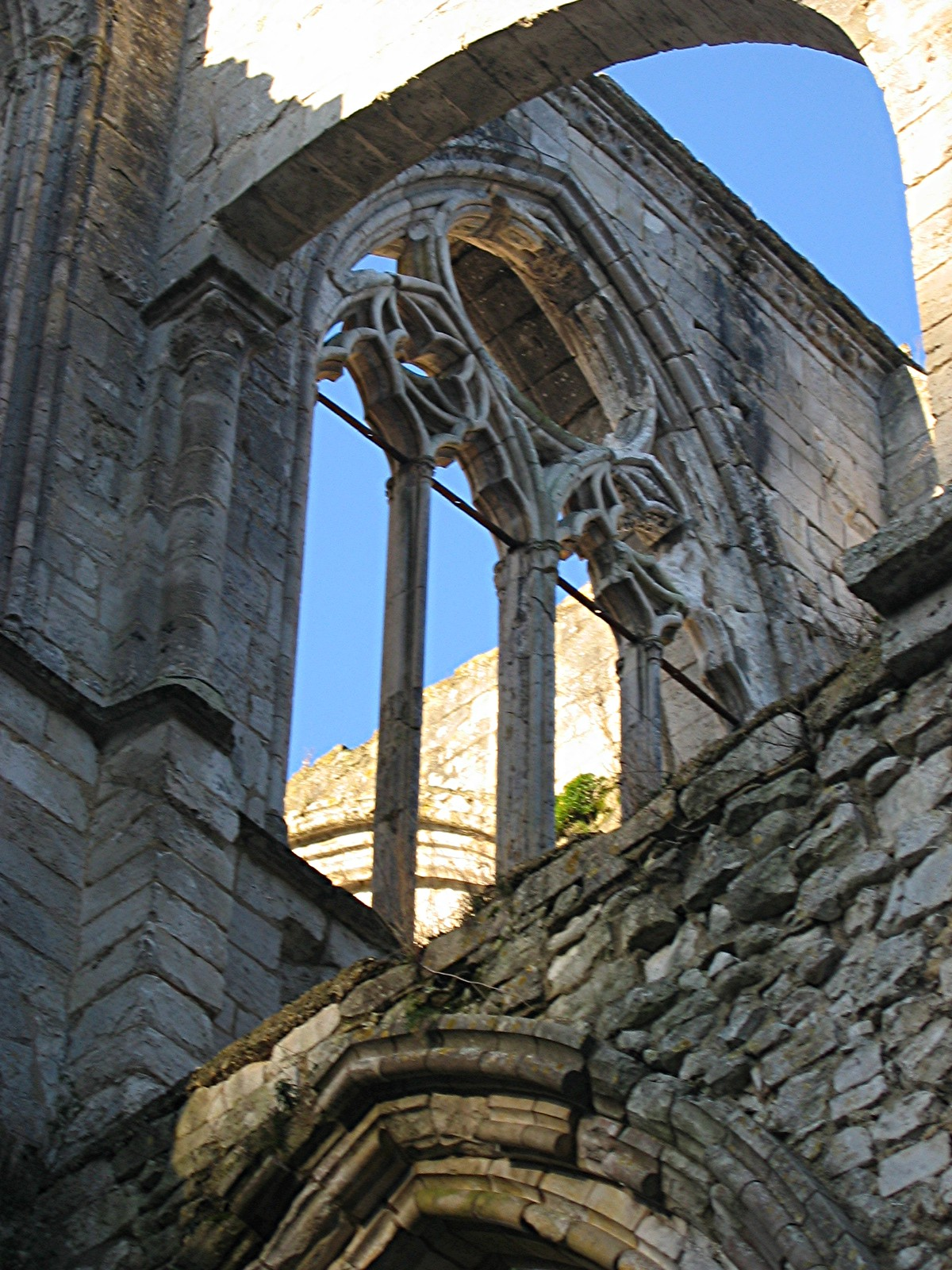
Abadía de Saint-Wandrille

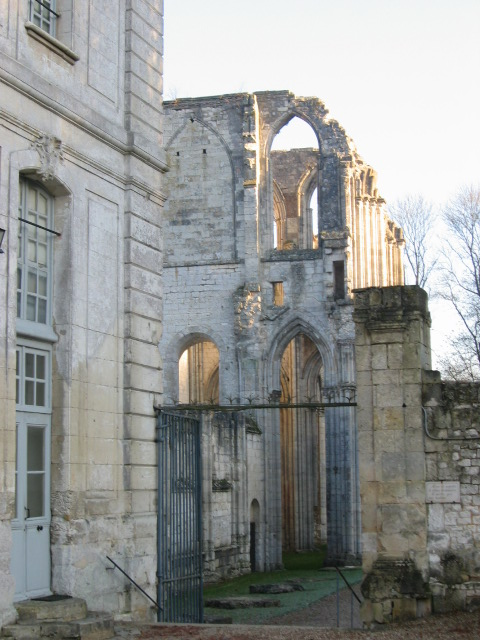
Abadía de Saint-Wandrille

La abadía de Saint-Wandrille, antiguamente abadía de Fontenelle, es una abadía benedictina situada en el departamento de Seine-Maritime, en la región de Normandía (Francia).

## Historia
San Wandrille fundó en 649 la abadía de Fontenelle, sobre una propiedad concedida por Erquinoaldo, mayordomo de palacio de Neustria. En 787, por orden de Carlomagno, Landry, abad de Jumièges y Ricardo, conde de Ruan establecen un políptico, hoy perdido. Fue la tercera abadía de la provincia de Ruan después de Saint-Ouen y de Saint-Evrault.
En una carta de Carlos el Calvo fechada el 21 de marzo de 854, se puede leer que los religiosos de Fontenelle poseían bienes en Le Pecq (Yvelines), en Chaussy-en-Vexin (Val-d'Oise), en Pierrepont, en la comuna de Grandcourt (Somme), Bution (lugar aún sin localizar, pero probablemente cerca de Arpajon) y Marcoussis en Essonne. Fue saqueada por los Normandos hacia 858 y abandonada.
Hacia 960, Ricardo I de Normandía propicia el restablecimiento de los monjes llevados por Gérard de Brogne. Roberto el Magnífico.
Durante las guerras de Religión, en mayo de 1562 los protestantes y sus seguidores saquean la abadía. La Revolución francesa suprimió la institución, y los edificios góticos se transforman en cantera de piedra, destrozando la abacial.

## Edificios
- Único claustro gótico completo en Alta Normandía
- Gran refectorio
- Patio de honor
- Ruinas de la abacial gótica
- Granja medieval